# Le menzogne della notte
Le menzogne della notte è un romanzo di Gesualdo Bufalino. 

## Storia editoriale
Il libro ha vinto nel 1988 il Premio Strega ed è stato tradotto in inglese (Night's Lies), in neerlandese (De leugens van de nacht), in spagnolo (Las mentiras de la noche) e in varie altre lingue.

## Trama
Il romanzo è ambientato «in un'isola penitenziaria, probabilmente mediterranea e borbonica» (come scrive lo stesso Bufalino nelle Notizie in merito), in un non precisato anno dell'Ottocento. L'azione si svolge da un tramonto all'alba successiva, quando quattro dei protagonisti saranno condannati a morte.

### La premessa
L'accusa che porta sul patibolo i quattro è di sedizione e attentato alla monarchia. I condannati sono: Corrado Ingafù, detto il Barone perché di nascita baronale; Saglimbeni, detto il Poeta, Agesilao Degli Incerti, detto il Soldato e Narciso, detto lo Studente. Già sottoposti alla tortura, non hanno rivelato il nome del capofila dei rivoluzionari, chiamato Padreterno. Il governatore del carcere, Consalvo de Ritis, entra nella cella dei quattro e concede loro di passare una notte confortevole, durante la quale, se uno di essi in anonimo svelerà il nome, tutti e quattro saranno salvi. Così essi vengono trasferiti in una stanza con letti e cibo.
Uno dei letti della stanza è occupato da un frate: egli dichiara di essere il famoso bandito Frate Cirillo, a sua volta in attesa della sentenza. Visti i quattro, il frate propone loro di suddividere la notte in tappe di un'ora ciascuna, in cui ognuno narrerà una storia. Questi dovrà parlare di un momento della sua vita in cui è stato davvero felice. Poi un'ultima ora resterà per la riflessione, se non per la preghiera. I quattro accettano e cominciano a raccontare.

### I racconti
Per primo, Narciso narra di essere scappato di casa fino in territorio di Venezia e di aver provato tutte le dolcezze dell'amore di una dama, in cambio di un crimine (far fuggire un pericoloso fuorilegge). L'azione l'avrebbe condotto nelle braccia della Giustizia e, da qui liberatosi con peripezie spettacolari, al cospetto del Padreterno.
Corrado racconta di essere stato il primo di due gemelli, ma di aver difettato di gioia di vivere, mentre il fratello, non destinato all'eredità, viveva con leggerezza e senza pensieri. Un giorno a Parigi, il gemello ebbe una disputa e l'avversario finì col coinvolgerlo in un duello. Il mattino dopo i due si scontrarono, l'uno col proposito di uccidere, l'altro di farsi uccidere. Questi era appunto il gemello dell'Ingafù, che sparò alle nuvole e accolse la pallottola assassina. In quel momento l'Ingafù si sentì ricomporre e scorrere la linfa vitale. Un nuovo senso di responsabilità lo guidò nelle bande del Padreterno.
Agesilao narra della sua nascita sortita da un atto di violenza, della sua vita in seminario, della faticosa scoperta delle proprie origini. Deciso a vendicarsi del padre, lasciò il sicuro porto del seminario e si arruolò in molti eserciti. Individuò in un superiore il padre, lo circuì per strapparne la confessione, lo sorprese un mattino, lo evirò e l'uccise. Il suo desiderio di vendetta fu appagato ma anch'egli, divenuto criminale, si indirizzò al Padreterno.
Saglimbeni dichiara che racconterà una storia falsa e sta a Frate Cirillo trovare l'inganno. Giovane di belle speranze, fu convocato dal Duca, il suo signore in fin di vita. Durante il viaggio tentò di sedurre una ragazza, ma venne colpito alla fronte, svenne e al risveglio si ritrovò in un'alcova. Lo assistevano la moglie del Duca, oramai vedova, e l'unico figlio, nato da un primo matrimonio. Nacque tra i tre un affetto così grande che la duchessa e il giovinetto vollero solo Saglimbeni come compagnia per portarsi alle esequie del Duca. Durante il viaggio, la duchessa allontanò con uno stratagemma l'adolescente, ma fu aggredita da un noto brigante che la possedette, mentre il Poeta assisteva immobilizzato. Anche il ragazzo entrò e vide: fuggì e attese che la matrigna e Saglimbeni, liberati, lo trovassero sull'orlo di un precipizio da cui si gettò per non essere mai dimenticato.
Con facilità il frate-brigante trova l'alterazione nella storia del Poeta: lui e non un bandito ha posseduto la duchessa, causando la morte violenta dell'erede del Duca. Fatto di cui il Saglimbeni deve rispondere alla Giustizia, per cui riparò dal Padreterno. Uno scambio di frasi a doppio senso tra Cirillo e i quattro condannati non fa progredire la scoperta del nome cercato, finché lo studente lancia una frase sul fratello del re. Allora il frate getta il travestimento e si rivela per il governatore de Ritis, che non ha ottenuto nulla più di un'insinuazione. I quattro narratori hanno l'ultimo obbligo, di scrivere qualcosa in un foglietto messo in un'urna, possibilmente il nome del loro capo. Quando il governatore estrae le tessere, sembra che nessuno abbia tradito e de Ritis getta alle fiamme i fogli. La condanna ha seguito.

### Conclusione
Consalvo de Ritis redige il suo testamento, prima di togliersi la vita. Egli elenca le discordanze tra le narrazioni della notte e quanto traspare dagli atti pubblici. Narciso era stato cacciato di casa perché vizioso e incestuoso; Agesilao aveva ucciso un superiore, ma per questioni materiali; dei gemelli Ingafù morì il primo e per suicidio; la storia del Poeta era già risultata falsa. Nondimeno, in base all'insinuazione di Narciso, il fratello del re era stato condannato come capo della sedizione, mentre doveva essere innocente. Certe prove false le aveva introdotte lo stesso de Ritis per far quadrare la denuncia. E il Padreterno è nessuno o chiunque, non escluso lo stesso de Ritis.

## Edizioni
- Gesualdo Bufalino, Le menzogne della notte, Bompiani, 1988.